# Železniška postaja Breg
Železniška postaja Breg je ena izmed železniških postaj v Sloveniji, ki oskrbuje bližnji naselji Breg in Šentjur na Polju, kjer se tudi nahaja.